# Arkitektens mage
Arkitektens mage (originaltitel The Belly of an Architect) är en film från 1987 av Peter Greenaway. Filmen utspelar sig i Italien och handlar om en amerikansk arkitekt som kommer till Rom för att bygga upp en konstutställning tillägnad arkitekten Étienne-Louis Boullée. Arkitektens italienska kollegor är dock skeptiska till projektet, på grund av att Boullée var en inspirationskälla för Benito Mussolini samt Albert Speer, Adolf Hitlers arkitekt.